# Bahlum
Bahlum ist ein Ortsteil der Gemeinde Emtinghausen in der niedersächsischen Samtgemeinde Thedinghausen im Landkreis Verden. Der Ort liegt 1,5 km südwestlich vom Kernort Emtinghausen an der Landesstraße L 354. Durch Bahlum fließt der Blankenwaters Wiesengraben.